# Dobrá Voda u Pacova
Dobrá Voda u Pacova là một làng thuộc huyện Pelhřimov, vùng Vysočina, Cộng hòa Séc.